# Бердянское (Сартанская поселковая община)
Бердянское (укр. Бердянське) — село в Сартанской поселковой общине Мариупольского района Донецкой области, до 11 декабря 2014 года входило в Новоазовский район.

## Общие сведения
Население по переписи 2001 года составляет 228 человек. Почтовый индекс — 87650. Телефонный код — 6296.

## История
В 2014 году село переподчинено Волновахскому району. 26 июня 2015 года украинские силовики оставили населённый пункт.

## Экономика
В селе находится база отдыха ММК им. Ильича.